# ライトノベルの実写化作品一覧
ライトノベルの実写化作品一覧（ライトノベルのじっしゃかさくひんいちらん）では、ライトノベルの映画・ドラマなどで実写化された作品を、時系列順に並べるものとする。公開年は初公開年のみ列挙する。
一部にライト文芸のくくりができる以前に刊行された「ライトノベルと一般とのボーダー作品」や、ボーイズラブというくくりができる以前に刊行されたいわゆる「ボーイズラブ小説」の実写化作品もこの項目ではライトノベルの実写化として取り扱っている。
正確な原作はフリーゲームやVOCALOIDを使用し制作された楽曲などだがノベライズをベースとしており厳密な意味ではライトノベルだけの実写化ではない作品も一覧に加えている。
ライト文芸という概念が生じてからの一般文芸とライトノベルの中間に位置する小説は現時点では除く。

## 作品一覧

### 映画
| 公開年     | 作品名                                                   | 作者                              | レーベル                    | 主演                               |
| ---------- | -------------------------------------------------------- | --------------------------------- | --------------------------- | ---------------------------------- |
| 1980年2月  | きらめきの季節                                           | 若桜木虔                          | コバルト文庫                | 一ノ瀬康子                         |
| 1985年2月  | クララ白書・少女隊PHOON                                  | 氷室冴子                          | コバルト文庫                | 少女隊                             |
| 1986年1月  | 星空のむこうの国                                         | 小林弘利                          | コバルト文庫                | 神田裕司                           |
| 1986年12月 | 恋する女たち                                             | 氷室冴子                          | コバルト文庫                | 斉藤由貴                           |
| 1990年1月  | 山田ババアに花束を                                       | 花井愛子                          | 講談社X文庫ティーンズハート | 山田邦子、西田ひかる               |
| 1995年3月  | 時の輝き                                                 | 折原みと                          | 講談社X文庫ティーンズハート | 高橋由美子、山本耕史               |
| 1997年6月  | タイム・リープ                                           | 高畑京一郎                        | メディアワークス単行本      | 佐藤藍子、川岡大次郎               |
| 1998年4月  | 新宿少年探偵団                                           | 太田忠司                          | 講談社ノベルス              | 相葉雅紀、松本潤                   |
| 2000年3月  | ブギーポップは笑わない Boogiepop and Others              | 上遠野浩平                        | 電撃文庫                    | 吉野紗香、黒須麻耶                 |
| 2004年2月  | 問題のない私たち                                         | 牛田麻希                          | コバルト文庫                | 黒川芽以、沢尻エリカ、美波         |
| 2007年4月  | 学校の階段                                               | 櫂末高彰                          | ファミ通文庫                | 黒川芽以、松尾敏伸                 |
| 2007年6月  | きみにしか聞こえない                                     | 乙一                              | スニーカー文庫              | 成海璃子、小出恵介                 |
| 2007年12月 | タクミくんシリーズ そして春風にささやいて                | ごとうしのぶ                      | ルビー文庫                  | 柳下大、加藤慶祐                   |
| 2008年1月  | ネガティブハッピー・チェーンソーエッヂ                   | 滝本竜彦                          | 角川書店単行本              | 市原隼人、関めぐみ                 |
| 2008年2月  | KIDS                                                     | 乙一                              | スニーカー文庫              | 小池徹平、玉木宏                   |
| 2008年8月  | 憐 Ren                                                   | 水口敬文                          | スニーカー文庫              | 岡本玲                             |
| 2009年4月  | タクミくんシリーズ2 虹色の硝子                           | ごとうしのぶ                      | ルビー文庫                  | 浜尾京介、渡辺大輔                 |
| 2009年11月 | 華鬼 三部作 華鬼×神無編                                  | 梨沙                              | レガロシリーズ              | 荒木宏文、逢沢りな                 |
| 2009年11月 | 華鬼 三部作 麗二×もえぎ編                                | 梨沙                              | レガロシリーズ              | 細貝圭、川村ゆきえ                 |
| 2009年12月 | 華鬼 三部作 響×桃子編                                    | 梨沙                              | レガロシリーズ              | 村井良大、加護亜依                 |
| 2010年1月  | タクミくんシリーズ3 美貌のディテイル                     | ごとうしのぶ                      | ルビー文庫                  | 浜尾京介、渡辺大輔                 |
| 2010年4月  | 半分の月がのぼる空                                       | 橋本紡                            | 電撃文庫                    | 池松壮亮、忽那汐里                 |
| 2010年7月  | 私の優しくない先輩                                       | 日日日                            | 碧天舎単行本                | 川島海荷、金田哲                   |
| 2010年11月 | 実写映画 マリア様がみてる                                | 今野緒雪                          | コバルト文庫                | 波瑠                               |
| 2010年12月 | ライトノベルの楽しい書き方                               | 本田透                            | GA文庫                      | 須藤茉麻                           |
| 2010年12月 | タクミくんシリーズ4Pure 〜ピュア〜                       | ごとうしのぶ                      | ルビー文庫                  | 浜尾京介、渡辺大輔                 |
| 2011年1月  | 嘘つきみーくんと壊れたまーちゃん                         | 入間人間                          | 電撃文庫                    | 大政絢、染谷将太                   |
| 2011年3月  | 魔法少女を忘れない                                       | しなな泰之                        | スーパーダッシュ文庫        | 高橋龍輝、谷内里早                 |
| 2011年8月  | タクミくんシリーズ5 あの、晴れた青空                     | ごとうしのぶ                      | ルビー文庫                  | 浜尾京介、渡辺大輔                 |
| 2012年2月  | 富士見二丁目交響楽団 寒冷前線コンダクター                | 秋月こお                          | ルビー文庫                  | 高崎翔太、新井裕介                 |
| 2013年4月  | 図書館戦争                                               | 有川浩                            | 電撃の単行本、角川文庫      | 岡田准一、榮倉奈々                 |
| 2013年9月  | フジミ姫〜あるゾンビ少女の災難〜                         | 池端亮                            | スニーカー文庫              | 逢沢りな、春奈るな                 |
| 2014年2月  | 赤×ピンク                                                | 桜庭一樹                          | ファミ通文庫、角川文庫      | 芳賀優里亜                         |
| 2014年2月  | 僕は友達が少ない                                         | 平坂読                            | MF文庫J                     | 瀬戸康史、北乃きい                 |
| 2014年7月  | オール・ユー・ニード・イズ・キル（英題Edge of Tomorrow） | 桜坂洋                            | スーパーダッシュ文庫        | トム・クルーズ、エミリー・ブラント |
| 2014年7月  | 青鬼                                                     | noprops原案、黒田研二著           | PHP研究所                   | 入山杏奈、須賀健太                 |
| 2015年7月  | 青鬼 ver2.0                                              | noprops原案、黒田研二著           | PHP研究所                   | 中川大志、平祐奈                   |
| 2015年7月  | 脳漿炸裂ガール                                           | れるりり原案、吉田恵里香著        | ビーンズ文庫                | 柏木ひなた、竹富聖花               |
| 2015年10月 | 図書館戦争 -THE LAST MISSION-                            | 有川浩                            | 電撃の単行本、角川文庫      | 岡田准一、榮倉奈々                 |
| 2016年3月  | 桜ノ雨                                                   | halyosy原案、藤田遼、雨宮ひとみ著 | PHP研究所単行本、VG文庫     | 山本舞香                           |
| 2017年3月  | サクラダリセット 前篇                                    | 河野裕                            | スニーカー文庫              | 野村周平、黒島結菜                 |
| 2017年5月  | サクラダリセット 後篇                                    | 河野裕                            | スニーカー文庫              | 野村周平、黒島結菜                 |
| 2017年9月  | 二度めの夏、二度と会えない君                             | 赤城大空                          | ガガガ文庫                  | 村上虹郎、吉田円佳                 |
| 2023年4月  | 女子高生の放課後アングラーライフ                         | 井上かえる                        | 角川スニーカー文庫          | 十味、まるぴ                       |

### テレビドラマ
| 公開年     | 作品名                                                  | 作者                           | レーベル                     | 主演                 |
| ---------- | ------------------------------------------------------- | ------------------------------ | ---------------------------- | -------------------- |
| 1986年12月 | なんて素敵にジャパネスク                                | 氷室冴子                       | コバルト文庫                 | 富田靖子             |
| 1993年11月 | 真夜中を駆けぬける                                      | 折原みと                       | 講談社X文庫ティーンズハート  | 葉月里緒菜           |
| 1995年12月 | 海がきこえる〜アイがあるから〜                          | 氷室冴子                       | 徳間書店単行本               | 武田真治、佐藤仁美   |
| 2002年10月 | 声を聞かせて                                            | 真崎かや                       | EXノベルズ                   | 加藤晴彦、林原めぐみ |
| 2006年10月 | 半分の月がのぼる空                                      | 橋本紡                         | 電撃文庫                     | 橋本淳、石田未来     |
| 2007年1月  | しにがみのバラッド。                                    | ハセガワケイスケ               | 電撃文庫                     | 浜田翔子、吉田里深   |
| 2007年2月  | 失踪HOLIDAY                                             | 乙一                           | スニーカー文庫               | 石橋杏奈             |
| 2009年6月  | メイド刑事                                              | 早見裕司                       | GA文庫                       | 福田沙紀             |
| 2013年10月 | ある日、爆弾がおちてきて                                | 古橋秀之                       | 電撃文庫                     | 黒木華、松坂桃李     |
| 2015年10月 | 掟上今日子の備忘録                                      | 西尾維新                       | 講談社BOX                    | 新垣結衣             |
| 2015年10月 | 図書館戦争 ブック・オブ・メモリーズ                     | 有川浩                         | 電撃の単行本、角川文庫       | 岡田准一、榮倉奈々   |
| 2016年1月  | 臨床犯罪学者 火村英生の推理                             | 有栖川有栖                     | ビーンズ文庫、講談社文庫、他 | 斎藤工               |
| 2020年5月  | 異世界居酒屋「のぶ」                                    | 蝉川夏哉                       | 宝島社単行本                 | 大谷亮平、武田玲奈   |
| 2020年12月 | 岸辺露伴は動かない 第2話 「くしゃがら」                 | 荒木飛呂彦原作、北國ばらっど著 | ジャンプ ジェイ ブックス     | 高橋一生             |
| 2022年5月  | 異世界居酒屋「のぶ」Season 2 〜魔女と大司教編〜         | 蝉川夏哉                       | 宝島社単行本                 | 大谷亮平、武田玲奈   |
| 2023年1月  | 異世界居酒屋「のぶ」Season 3 〜皇帝とオイリアの王女編〜 | 蝉川夏哉                       | 宝島社単行本                 | 大谷亮平、武田玲奈   |
| 2025年1月  | コールミー・バイ・ノーネーム                            | 斜線堂有紀                     | 星海社FICTIONS               | 工藤美桜、尾碕真花   |

### Webドラマ
| 公開年    | 作品名       | 作者     | レーベル                                           | 主演   |
| --------- | ------------ | -------- | -------------------------------------------------- | ------ |
| 2025年7月 | グラスハート | 若木未生 | 幻冬舎バーズノベルス（電子）、幻冬舎コミックス文庫 | 佐藤健 |

### ミュージカル
| 公開年         | 作品名                                                              | 作者       | レーベル                       | 主演                 |
| -------------- | ------------------------------------------------------------------- | ---------- | ------------------------------ | -------------------- |
| 1989年5月      | 山田ババアに花束を                                                  | 花井愛子   | 講談社Ｘ文庫ティーンズハート   | なおいおり、徳永廣美 |
| 1991年1月      | グイン・サーガ マグノリアの海賊                                     | 栗本薫     | ハヤカワ文庫                   | 後藤宏行             |
| 1995年11月     | グイン・サーガ 炎の群像                                             | 栗本薫     | ハヤカワ文庫                   | 宮内良、朝香じゅん   |
| 2012年8月      | 銀河英雄伝説@TAKARAZUKA（2012年版）                                 | 田中芳樹   | 創元SF文庫、らいとすたっふ文庫 | 宝塚歌劇団           |
| 2013年1月      | 銀河英雄伝説@TAKARAZUKA（2013年版）                                 | 田中芳樹   | 創元SF文庫、らいとすたっふ文庫 | 宝塚歌劇団           |
| 2024年8月      | ミュージカル 経験済みなキミと、経験ゼロなオレが、お付き合いする話。 | 長岡マキ子 | ファンタジア文庫               | 篠崎こころ、雨宮翔   |
| 2025年1月      | ミュージカル『Fate/Zero』〜The Sword of Promised Victory〜          | 虚淵玄     | 星海社文庫                     | 新木宏典、秋野祐香   |
| 2025年9月予定  | ミュージカル『Fate/Zero』〜A Hero of Justice〜                      | 虚淵玄     | 星海社文庫                     | 新木宏典、秋野祐香   |
| 2025年12月予定 | 十二国記                                                            | 小野不由美 | 新潮文庫                       | 柚香光、加藤梨里香   |

### 舞台
| 公開年     | 作品名                                                                                              | 作者                       | レーベル                                     | 主演                                   |
| ---------- | --------------------------------------------------------------------------------------------------- | -------------------------- | -------------------------------------------- | -------------------------------------- |
| 1997年10月 | 十二国記 東の海神 西の滄海                                                                          | 小野不由美                 | 講談社X文庫ホワイトハート                    | 劇団てぃんか〜べる                     |
| 2007年10月 | 少年陰陽師<歌絵巻>―この少年、晴明の後継につき―                                                      | 結城光流                   | ビーンズ文庫                                 | 植田圭輔、服部杏奈、船越真美子         |
| 2009年7月  | 十二国記 月の影 影の海                                                                              | 小野不由美                 | 講談社X文庫ホワイトハート                    | 劇団ひまわり                           |
| 2009年12月 | タクミくんシリーズ そして春風にささやいて                                                           | ごとうしのぶ               | ルビー文庫                                   | 苅羽悠、磯貝龍虎                       |
| 2010年7月  | 華鬼（2010年版）                                                                                    | 梨沙                       | レガロシリーズ                               | 林明寛、葉月あい                       |
| 2011年1月  | 舞台 銀河英雄伝説 第一章 銀河帝国篇                                                                 | 田中芳樹                   | 創元SF文庫                                   | 松坂桃李                               |
| 2011年3月  | 華鬼（2011年版）                                                                                    | 梨沙                       | レガロシリーズ                               | 林明寛、葉月あい                       |
| 2011年6月  | 舞台 銀河英雄伝説 外伝 ミッターマイヤー・ロイエンタール編                                           | 田中芳樹                   | 創元SF文庫                                   | 中河内雅貴、東山義久                   |
| 2011年8月  | 問題のない私たち（2011年）                                                                          | 牛田麻希                   | コバルト文庫                                 | 森岡朋奈・秋月三佳・河村唯             |
| 2011年11月 | 舞台 銀河英雄伝説 外伝 オーベルシュタイン編                                                         | 田中芳樹                   | 創元SF文庫                                   | 貴水博之                               |
| 2012年4月  | 問題のない私たち（2012年）                                                                          | 牛田麻希                   | コバルト文庫                                 | 森岡朋奈・河村唯                       |
| 2012年4月  | 舞台 銀河英雄伝説 第二章 自由惑星同盟篇                                                             | 田中芳樹                   | 創元SF文庫、らいとすたっふ文庫               | 河村隆一                               |
| 2012年8月  | 舞台 銀河英雄伝説 撃墜王篇 angel of battlefield                                                     | 田中芳樹                   | 創元SF文庫、らいとすたっふ文庫               | 中川晃教                               |
| 2012年10月 | 闇の皇太子                                                                                          | 金沢有倖                   | ビーズログ文庫                               | 榊原徹士、福井啓太、田中伸彦           |
| 2012年12月 | 舞台 銀河英雄伝説 輝く星 闇を裂いて                                                                 | 田中芳樹                   | 創元SF文庫、らいとすたっふ文庫               | 横尾渉                                 |
| 2013年3月  | 舞台 銀河英雄伝説 第三章 内乱                                                                       | 田中芳樹                   | 創元SF文庫、らいとすたっふ文庫               | 河村隆一                               |
| 2013年3月  | 舞台・死神姫の再婚〜旦那様、お買い上げありがとうございます!                                         | 小野上明夜                 | ビーズログ文庫                               | 姫崎愛未（LinQ）、太田基裕             |
| 2013年4月  | 魔劇「今日からマ王!」〜魔王誕生編〜                                                                 | 喬林知                     | ビーンズ文庫                                 | 聖也                                   |
| 2013年8月  | 舞台 銀河英雄伝説 初陣 もうひとつの敵                                                               | 田中芳樹                   | 創元SF文庫、らいとすたっふ文庫               | 間宮祥太朗、橋本淳                     |
| 2013年8月  | 問題のない私たち（2013年）                                                                          | 牛田麻希                   | コバルト文庫                                 | 野村麻純・冨手麻妙                     |
| 2013年11月 | 舞台 銀河英雄伝説 第四章 前篇 激突前夜                                                              | 田中芳樹                   | 創元SF文庫、らいとすたっふ文庫               | 河村隆一、間宮祥太朗                   |
| 2014年2月  | 舞台 銀河英雄伝説 第四章 後篇 激突                                                                  | 田中芳樹                   | 創元SF文庫、らいとすたっふ文庫               | 河村隆一                               |
| 2014年8月  | 問題のない私たち（2014年A組･B組）                                                                   | 牛田麻希                   | コバルト文庫                                 | 平嶋夏海                               |
| 2014年8月  | 問題のない私たち（2014年C組･D組）                                                                   | 牛田麻希                   | コバルト文庫                                 | 櫛野愛里・三輪晴香                     |
| 2014年9月  | 炎の蜃気楼昭和編 夜啼鳥ブルース                                                                     | 桑原水菜                   | コバルト文庫                                 | 富田翔、荒牧慶彦                       |
| 2015年6月  | 舞台 特別公演 銀河英雄伝説 星々の軌跡                                                               | 田中芳樹                   | 創元SF文庫、らいとすたっふ文庫               | 河村隆一                               |
| 2015年7月  | 問題のない私たち（2015年）                                                                          | 牛田麻希                   | コバルト文庫                                 | 梅村結衣・三輪晴香                     |
| 2015年10月 | 魔劇「今日からマ王!」〜魔王再降臨〜                                                                 | 喬林知                     | ビーンズ文庫                                 | 聖也                                   |
| 2015年10月 | 炎の蜃気楼昭和編 瑠璃燕ブルース                                                                     | 桑原水菜                   | コバルト文庫                                 | 富田翔、荒牧慶彦                       |
| 2016年3月  | サイコメ；ステージ                                                                                  | 水城水城                   | ファミ通文庫                                 | 長江崚行                               |
| 2016年7月  | 誰かこの状況を説明してください!〜契約から始まるウェディング〜                                       | 徒然花                     | アリアンローズ                               | 上杉輝（TOKYO流星群）、小野瀬みらい    |
| 2016年8月  | 問題のない私たち（2016年）                                                                          | 牛田麻希                   | コバルト文庫                                 | 日野ありす・酒井蘭・石井陽菜・月乃はる |
| 2016年9月  | 悪役令嬢後宮物語                                                                                    | 涼風                       | アリアンローズ                               | 篠崎彩奈、金澤有希                     |
| 2016年10月 | 炎の蜃気楼昭和編 夜叉衆ブギウギ                                                                     | 桑原水菜                   | コバルト文庫                                 | 富田翔、荒牧慶彦                       |
| 2016年11月 | 侯爵令嬢は手駒を演じる                                                                              | 橘千秋                     | アリアンローズ                               | 橘龍丸、野口真緒                       |
| 2016年11月 | 魔劇「今日からマ王!」〜魔王暴走編〜                                                                 | 喬林知                     | ビーンズ文庫                                 | 小西成弥                               |
| 2017年1月  | 舞台版 ロードス島戦記 灰色の魔女                                                                    | 水野良                     | スニーカー文庫                               | 菅谷哲也、多田愛佳                     |
| 2017年1月  | デルフィニア戦記 -第一章-                                                                           | 茅田砂胡                   | C★NOVELSファンタジア、中公文庫               | 蕨野友也、佃井皆美                     |
| 2017年4月  | 新宿コネクティブ アナザー1975                                                                       | 内堀優一                   | HJ文庫                                       | 黒藤結軌                               |
| 2017年6月  | 厨病激発ボーイ                                                                                      | れるりり原案、藤並みなと著 | ビーンズ文庫                                 | 大平峻也、金井成大、有澤樟太郎、他     |
| 2017年10月 | 炎の蜃気楼昭和編 紅蓮坂ブルース                                                                     | 桑原水菜                   | コバルト文庫                                 | 富田翔、平牧仁                         |
| 2018年5月  | 十二大戦                                                                                            | 西尾維新                   | ジャンプ ジェイ ブックス                     | 北村諒                                 |
| 2018年7月  | 本の門番〜ぶくぶく食堂物語〜《玉響なつめ著・転生しまして、現在は侍女でございます。編》              | 玉響なつめ                 | アリアンローズ                               | 上田堪大、橋本全一                     |
| 2018年8月  | 炎の蜃気楼昭和編 散華行ブルース                                                                     | 桑原水菜                   | コバルト文庫                                 | 富田翔、平牧仁                         |
| 2018年10月 | 舞台 銀河英雄伝説 Die Neue These                                                                    | 田中芳樹                   | マッグガーデン・ノベルズ、らいとすたっふ文庫 | 永田聖一朗、加藤将                     |
| 2018年12月 | デルフィニア戦記〜動乱の序章〜                                                                      | 茅田砂胡                   | C★NOVELSファンタジア、中公文庫               | 松崎祐介、佃井皆美                     |
| 2019年5月  | 異世界で孤児院を開いたけど、なぜか誰一人巣立とうとしない件（2019年版）                              | 初枝れんげ                 | TOブックス単行本                             | 松田シオン・伊藤セナ                   |
| 2018年10月 | 舞台 銀河英雄伝説 Die Neue These 〜第二章 それぞれの星〜                                            | 田中芳樹                   | マッグガーデン・ノベルズ、らいとすたっふ文庫 | 永田聖一朗、加藤将                     |
| 2019年6月  | デルフィニア戦記〜獅子王と妃将軍〜                                                                  | 茅田砂胡                   | C★NOVELSファンタジア、中公文庫、他           | 松崎祐介、佃井皆美                     |
| 2019年8月  | 魔術士オーフェン はぐれ旅                                                                           | 秋田禎信                   | TOブックス単行本                             | 松本慎也、天音みほ、奥井那我人         |
| 2019年10月 | 舞台 銀河英雄伝説 Die Neue These 〜第三章 嵐の前〜                                                  | 田中芳樹                   | マッグガーデン・ノベルズ、らいとすたっふ文庫 | 永田聖一朗、加藤将                     |
| 2019年11月 | 魔術士オーフェン はぐれ旅-牙の塔編-                                                                 | 秋田禎信                   | TOブックス単行本                             | 松本慎也、天音みほ、奥井那我人         |
| 2020年1月  | 異世界で孤児院を開いたけど、なぜか誰一人巣立とうとしない件（2020年版）                              | 初枝れんげ                 | TOブックス単行本                             | 松田シオン・桜樹舞都                   |
| 2020年2月  | 舞台 少年陰陽師 現代編・遠の眠りのみな目覚め                                                        | 結城光流                   | ビーンズ文庫                                 | 堀之内仁、輝海                         |
| 2020年3月  | 舞台 淡海乃海 -現世を生き抜くことが業なれば-（2020年版）                                            | イスラーフィール           | TOブックス単行本                             | 古畑恵介                               |
| 2020年3月  | 盾の勇者の成り上がり（2020年版）                                                                    | アネコユサギ               | MFブックス                                   | 宇野結也、礒部花凜                     |
| 2020年8月  | 三学演義 〜“三国志”教育プログラムが導入された学校で三国統一を目指します!〜                          | NEOTYPE                    | TOブックス単行本                             | 西村美咲、花瀬琴音                     |
| 2020年9月  | ティアムーン帝国物語 THE STAGE                                                                      | 餅月望                     | TOブックス単行本                             | 平松可奈子                             |
| 2020年12月 | おかしな転生-おいしい笑顔の作り方-                                                                  | 古流望                     | TOブックス単行本                             | 笹翼                                   |
| 2021年3月  | 舞台 淡海乃海 -声無き者の歌をこそ聴け-                                                              | イスラーフィール           | TOブックス単行本                             | 笹翼、横山涼                           |
| 2021年3月  | 舞台 白豚貴族ですが前世の記憶が生えたのでひよこな弟育てます（2021年版）                             | やしろ                     | TOブックス単行本                             | 室将也、西川音央                       |
| 2021年7月  | ティアムーン帝国物語 THE STAGE II                                                                   | 餅月望                     | TOブックス単行本                             | 平松可奈子                             |
| 2021年7月  | 盾の勇者の成り上がり（2021年版）                                                                    | アネコユサギ               | MFブックス                                   | 宇野結也、礒部花凜                     |
| 2021年8月  | 舞台 デュラララ!! 〜円首方足の章〜                                                                  | 成田良悟                   | 電撃文庫                                     | 橋本祥平、杉江大志、福島雪菜、他       |
| 2022年2月  | 舞台 悪役令嬢ですが攻略対象の様子が異常すぎる 異禄Side：R                                           | 稲井田そう                 | TOブックス単行本                             | 千葉瑞己、明音亜弥                     |
| 2022年4月  | 舞台 穏やか貴族の休暇のすすめ。 〜新迷宮と貴婦人の結婚〜                                            | 岬                         | TOブックス単行本                             | 上遠野太洸、新井將、斉藤秀翼           |
| 2022年5月  | 舞台 キノの旅 -the Beautiful World-                                                                 | 時雨沢恵一                 | 電撃文庫                                     | 櫻井圭登、辻凌志朗                     |
| 2022年5月  | 舞台 淡海乃海 -現世を生き抜くことが業なれば-（2022年版）                                            | イスラーフィール           | TOブックス単行本                             | 小川優                                 |
| 2022年6月  | 「乙女ゲームの破滅フラグしかない悪役令嬢に転生してしまった…」THE STAGE                              | 山口悟                     | 一迅社文庫アイリス                           | 太田夢莉、TAKA、三浦海里               |
| 2022年10月 | 舞台 キミと僕の最後の戦場、あるいは世界が始まる聖戦                                                 | 細音啓                     | ファンタジア文庫                             | 大西桃香、長谷川玲奈、渡辺みり愛       |
| 2022年11月 | ソードアート・オンライン -DIVE TO STAGE-                                                            | 川原礫                     | 電撃文庫                                     | 松原凛、佃井皆美                       |
| 2022年12月 | 舞台 ノラネコシティ                                                                                 | 木崎ちあき                 | ビーズログ文庫アリス                         | 小波津亜廉、飯窪春菜、三井淳平、他     |
| 2023年1月  | 舞台 穏やか貴族の休暇のすすめ。2 〜とある料理人の野望〜                                             | 岬                         | TOブックス単行本                             | 中島拓人、中山優貴、熊澤歩哉           |
| 2023年1月  | 舞台 白豚貴族ですが前世の記憶が生えたのでひよこな弟育てます（2023年版）                             | やしろ                     | TOブックス単行本                             | 高岡薫、藤松宙愛                       |
| 2023年3月  | おかしな転生-アップルパイは笑顔とともに-                                                            | 古流望                     | TOブックス単行本                             | 黒澤美澪奈                             |
| 2023年6月  | 舞台 キノの旅II -the Beautiful World-                                                               | 時雨沢恵一                 | 電撃文庫                                     | 櫻井圭登、辻凌志朗                     |
| 2023年8月  | 舞台 転生したらスライムだった件                                                                     | 伏瀬                       | GCノベルズ                                   | 尾木波菜                               |
| 2023年11月 | ティアムーン帝国物語〜断頭台【ギロチン】姫 on The Stage〜                                           | 餅月望                     | TOブックス単行本                             | 宮崎あみさ                             |
| 2024年1月  | 舞台 スパイ教室                                                                                     | 伏瀬                       | ファンタジア文庫                             | 横山結衣                               |
| 2024年3月  | 舞台 出来損ないと呼ばれた元英雄は、実家から追放されたので好き勝手に生きることにした                 | 紅月シン                   | TOブックス単行本                             | 中村嘉惟人                             |
| 2024年5月  | 舞台 淡海乃海 -天下静謐の雫となりて-                                                                | イスラーフィール           | TOブックス単行本                             | 石渡真修                               |
| 2024年7月  | 舞台 転生したらスライムだった件-魔王来襲編&人魔交流編-                                              | 伏瀬                       | GCノベルズ                                   | 尾木波菜                               |
| 2024年10月 | 本好きの下剋上〜司書になるためには手段を選んでいられません〜                                        | 香月美夜                   | TOブックス単行本                             | 池村碧彩、三浦あかり                   |
| 2024年12月 | 舞台 バッドエンド目前のヒロインに転生した私、今世では恋愛するつもりがチートな兄が離してくれません!? | 琴子                       | TOブックス単行本                             | 星守紗凪、びぃと。                     |
| 2025年2月  | 魔法少女育成計画 F2P the STAGE～First Chapter～                                                     | 遠藤浅蜊                   | このライトノベルがすごい!文庫                | 河内美里、尾崎由香                     |
| 2025年3月  | 舞台 断罪された悪役令嬢は、逆行して完璧な悪女を目指す                                               | 楢山幕府                   | TOブックス単行本                             | 込山榛香、黒木文貴                     |
| 2025年7月  | 舞台 白豚貴族ですが前世の記憶が生えたのでひよこな弟育てます2025                                     | やしろ                     | TOブックス単行本                             | 菅原りこ、岩田陽菜                     |